# Distrito de Coixtlahuaca
El distrito de Coixtlahuaca es uno de los 30 distritos que conforman al estado mexicano de Oaxaca y uno de los siete en que se divide la región mixteca. Está conformado por 121 localidades repartidas en 13 municipios.

## Municipios
| Código INEGI | Municipio                      | Cabecera municipal             |
| ------------ | ------------------------------ | ------------------------------ |
| 018          | Concepción Buenavista          | Concepción Buenavista          |
| 047          | Santa Magdalena Jicotlán       | Santa Magdalena Jicotlán       |
| 129          | San Cristóbal Suchixtlahuaca   | San Cristóbal Suchixtlahuaca   |
| 151          | San Francisco Teopan           | San Francisco Teopan           |
| 176          | San Juan Bautista Coixtlahuaca | San Juan Bautista Coixtlahuaca |
| 256          | San Mateo Tlapiltepec          | San Mateo Tlapiltepec          |
| 283          | San Miguel Tequixtepec         | San Miguel Tequixtepec         |
| 287          | San Miguel Tulancingo          | San Miguel Tulancingo          |
| 422          | Santa María Nativitas          | Santa María Nativitas          |
| 464          | Santiago Ihuitlán Plumas       | Santiago Ihuitlán Plumas       |
| 488          | Santiago Tepetlapa             | Santiago Tepetlapa             |
| 548          | Tepelmeme Villa de Morelos     | Tepelmeme Villa de Morelos     |
| 552          | Tlacotepec Plumas              | Tlacotepec Plumas              |

## Demografía
El distrito habitan 9621 personas, que representan el 0.25% de la población del estado. De ellos 426 dominan alguna lengua indígena.